# جزيرة قماح
جزيرة قمّاح هي جزيرة سعودية وإحدى الجزر الواقعة ضمن أرخبيل فرسان في البحر الأحمر التي تتبع منطقة جازان. وتقع تحديداً جنوب غرب جزيرة فرسان. يقطن الجزيرة عدد من السكان، والطريقة الوحيدة للوصول إليها تكون عن طريق القوارب والمراكب الصغيرة. تحتضن الجزيرة بيت الجرمل الذي يرجح بأنه قد تم بناؤه خلال الحرب العالمية الأولى على يد الألمان ليكون مستودعاً للسلاح والذخيرة.